# Station Chivasso
Station Chivasso is een spoorwegstation op de spoorlijn Turijn-Milaan, in de stad Chivasso (Piëmont-Italië). Het station werd in 1856 geopend.
Vanaf dit station vertrekken ook de spoorlijnen: Chivasso-Aosta, Chivasso-Alessandria en Chivasso-Asti